# Tabanus sphinx
Tabanus sphinx är en tvåvingeart som beskrevs av Philip 1960. Tabanus sphinx ingår i släktet Tabanus och familjen bromsar. Inga underarter finns listade i Catalogue of Life.